# Camponotus petersii
Camponotus petersii är en myrart som beskrevs av Carlo Emery 1895. Camponotus petersii ingår i släktet hästmyror, och familjen myror.

## Underarter
Arten delas in i följande underarter:
- C. p. janus
- C. p. petersii